# Весільний погром
«Весільний погром» (англ. Mike and Dave Need Wedding Dates) — американська романтична комедія 2016 року режисера Джейка Шиманські (Jake Szymanski) за сценарієм Ендрю Коена та Брендана О'Браєна.
Головні герої фільму, непутящі брати Дейв і Майк (актори Зак Ефрон і Адам Дівайн), розмістили оголошення із запрошенням двох дівчат на весілля своєї молодшої сестри, яке відбудеться на Гаваях. У результаті із хлопцями на весілля поїхали дві подружки, Еліс і Татьяна (акторки Анна Кендрік та Обрі Плаза). Сюжет фільму заснований на реальному оголошенні у Craigslist, розміщеному двома братами, які хотіли влаштувати побачення на весіллі свого двоюрідного брата. Новина про це стала відомою в лютому 2013 року; згодом брати розповіли про побачення в книзі англ. «Mike and Dave Need Wedding Dates: And a Thousand Cocktails».
Прем'єра фільму відбулася в Лос-Анджелесі 30 червня 2016 року, а прокат компанією 20th Century Fox розпочався 8 липня 2016 року. Фільм зібрав світову касу в понад 77 млн доларів та отримав неоднозначні відгуки критиків.

## Акторський склад
- Зак Ефрон — Дейв / Девід Стенгл, молодший брат Майка
- Адам Дівайн — Майк / Майкл Стенгл, старший брат Дейва
- Анна Кендрік — Еліс Девіс, подружка Дейва
- Обрі Плаза — Татьяна Дарсі, подружка Майка
- Стівен Рут — Берт / Бертон Стенгл, батько Майка та Дейва
- Стефані Фарасі — Розі / Розанна Стенгл, мати Майка та Дейва
- Шугар Лін Бірд — Джині / Джанет Стенгл, молодша сестра Майка та Дейва
- Сем Річардсон — Ерік Гаддл, наречений Джині
- Еліс Веттерлунд — Террі, кузина Майка та Дейва
- Мері Голланд — Беккі, дружка нареченої
- Кумейл Нанджіані — Кіану, масажист
- Джейк Джонсон — Ронні
- Марк Марон — Ренді
- Венді Вільямс  — телеведуча (камео)
- Бренском Річмонд — Калані, шеф-кухар
- Хлоя Бріджес — Хлоя
- Лавелл Кроуфорд — Кіт
- Ерік Гріффін — водій

## Український Дубляж
- Студія: Постмодерн
- Перекладач: Сергій Ковальчук
- Режисер дубляжу: Катерина Брайковська
- Звукорежисер: Олександр Мостовенко
- Менеджер проекту: Ірина Туловська
- Студія міксу: Делюкс Медіа (Deluxe Media)

Ролі дублювали:
- Дейв Стенґл — Андрій Федінчик
- Майк Стенґл — Олександр Погребняк
- Еліс — Катерина Брайковська
- Татьяна — Катерина Буцька
- Джин — Марина Локтіонова
- Барт Стенґл — Євген Пашин
- Роузі Стенґл — Наталія Поліщук
- Ерік — Роман Чорний
- Тері — Наталія Романько-Кисельова
- Кіану — Дмитро Гаврилов
- Бек — Катерина Качан
- Кіт — Сергій Солопай
- Ренді — Дмитро Вікулов
- Боб Лора — Назар Задніпровський
- Венді — Олена Узлюк
- Водій — Сергій Солопай
- Ронні — Дмитро Тварковський
- Люк — Юрій Сосков
- Кой — Дмитро Тварковський

## Виробництво
Основні зйомки фільму відбулися 25 травня — 13 серпня 2015 року, більшість з них проходила на курорті Тертл-бей на північному березі острова Оаху, Гаваї. Фільм вийшов 8 липня 2016 року на 20th Century Fox.

## Сприйняття
На сайті Rotten Tomatoes рейтинг схвалення фільму становить 38 % на основі 170 рецензій із середнім рейтингом 4,77/10. На Metacritic фільм отримав середньозважену оцінку 51 зі 100 на основі 32 критиків, що вказує на «змішані або середні відгуки».